# Clausena smyrelliana
Clausena smyrelliana là một loài thực vật có hoa trong họ Cửu lý hương. Loài này được P.I.Forst. mô tả khoa học đầu tiên năm 2000.